# バージョン
バージョン、ヴァージョン（英語: version）とは、元々はラテン語の「転換」の意味であり、«vertere, vers—»（回転する、向きを変える）から転じて、
などの意味で用いられる。略文は「ver.」。

## 概要
「バージョン」は工業製品や創作物のような主たる固有物の本来の名称に続けて付加的に記述することで、その固有物のさらに詳しい属性を示す目的で用いられ、メタデータの1つと言える。この語の使用に関しては何らかの定義や規則が存在するわけではない。少数ながら「ヴァージョン」と表記されることもある。
現在では、利用者に対して提供された順番を明示するためにバージョンという語を用いることが多く、このように時系列順を示す目的のものは数字や時にはアルファベットで分りやすく表記されることが一般的である。特にコンピュータ用のソフトウェアでは、出版物の「版」のように機能の変更を含む改良版であることを示すことにこの語を用いることが多い。
また、時系列とは別に、1つの主たる製品名、または製品ファミリ名の下で複数の派生型を持つことで製品ラインナップを形成するものでは、各派生型がそれぞれ異なるバージョンと呼ばれる事があり、自動車や電気製品での「グレード」などに相当する。また、このように顧客が求める機能や趣向の違いに幅広く対応させる目的とは別に、音楽のような芸術分野では同じ主題に対して異なる作品を生み出した場合の区別にもこの語が用いられることがある。

## コンピュータ・ソフトウェア
一般にコンピュータ用ソフトウェアは、単一の製品を一度だけ出荷して終了することは比較的少なく、最初の出荷時の製品に含まれていた不具合を取り除いたり、新たな機能を追加したり、既にある機能を改良したりして、そのたびに以前とは異なる版の製品を出荷することがよく行われている。このような時系列による違いを明示することで、流通や利用段階での混乱を避ける目的で、主たる製品名に「バージョン」や「リリース」、「リビジョン」という形での付加的な名称を加えている。
バージョン間の違いはピリオド記号で区切られた数字の並びで表現されることが一般的であり、改良が進むに従ってこれらの数値が大きくなる。数字に加えてアルファベットも用いられる事がある。進んだバージョンのソフトウェアをコンピュータ上で使用可能な状態にすることを「バージョンアップ」と呼ぶ。
初回の正式提供ではまず「1.0」というバージョン番号が与えられ、次回の改良版では、その改変された程度の違いによって大きな変更時（メジャーバージョン）には「2.0」とされたり、中程度（マイナーバージョン）では「1.1」とされ、不具合修正のみなど小さな変更（ビルドまたはメンテナンスバージョン）では「1.0.1」といった具合に表現するのが一般的である。また上位の数字が加えられると下位の数字はゼロに戻される（例：1.2.3→1.3.0）。
ただし、Windows OS本体および付随するマイクロソフト製コンポーネント（Win32 DLL、実行プログラム、COMコンポーネント、および.NET Frameworkアセンブリ）のように、ビルド番号は初版からの通し番号となっており、メジャー番号やマイナー番号が変更されてもリセットされずに継続的にインクリメントされる管理方式もある。.NET Frameworkアセンブリの開発においては、典型例としてメジャー番号・マイナー番号に変更があった場合、コンポーネントのインターフェイス互換性が失われていることを意味する規則が提示されている。
表記法は「1.0.0」のようにピリオドが2つ以上ある方式と「1.00」のようにピリオドが単一の方式があり、前者ではピリオドが複数あることから一般的な小数点表記と齟齬があるとして疑問を呼ぶことがあるが、ソフトウェアによっては「1.0.10」などのバージョン番号も存在し、必ずしも単一の実数値のようには扱われていない。
正式提供前の開発途上では、進行段階（マイルストーン）に応じて「アルファ版（α）」「ベータ版（β）」「リリース候補版（RC）」に分類され、各段階でのリビジョン番号を付して「1.0.0a1」のように表記するのが一般的である。仕様自体が未定な実験的な段階では「0.8」や「0.9」といったバージョン番号が与えられることもある。正式提供前の先行版は「プリ・リリース」(Pre-release)や暫定版を表す「プリリミナリー」(Preliminary)とも呼ばれる。
同じタイトルのソフトウェアであるが、最初から機能や価格に差異を持たせて複数の派生製品を提供する場合には、それぞれの製品は「バージョン」ではなく「エディション」(edition)と呼ぶことが多い。

### ゲームソフト
1996年に任天堂がゲームボーイ用ソフトとして発売した『ポケットモンスター 赤・緑』が社会現象的な人気を博すと、同じ任天堂の『ゼルダの伝説 ふしぎの木の実』や、他社の『メダロット』、『ドラゴンクエストモンスターズ2 マルタのふしぎな鍵』、『遊☆戯☆王デュエルモンスターズ4 最強決闘者戦記』、『SDガンダム英雄伝』、『クロスハンター』など、『ポケモン』の販売方法を模倣して携帯ゲーム機でバージョン違いのゲームを同時またはやや遅れて発売する手法が、1990年代末から2000年代初頭にかけて流行した。

## 音楽
音楽作品の世界では、同一の楽曲を異なる歌手や演奏者が録音して発表したり、同一の楽曲を違う環境および楽器で録音したり、発表後に改変したりすることによって「バージョン」の違いが発生し、それぞれを「〜バージョン（ヴァージョン/Ver）」、「バージョン違い」などと称する。
この場合、各バージョン間には時系列的な前後や録音環境の差異はあっても、音楽作品としての価値に上下関係があるわけではない（ただし、その楽曲を収録した商業製造物としてのレコード、CDなどの販売実績、ヒットチャートでの順位等には当然差が出る）。
同じ素材（楽曲）を基にした異なる「作品」が存在するという意味である。
音楽の演奏自体は、100%コンピュータでプログラミングしたものを再生するような場合以外、寸分たがわぬものを再演するのは論理的に不可能で、ある演奏者が同一の楽曲をまったく同じアレンジ・テンポで演奏したとしても、それが複数回にわたれば微妙な違いが随所に現れ、まったく同じ演奏結果にはならない。
一般に音楽は、レコード・CD等の媒体やインターネットを通じて「記録物」として流通する状態と、コンサート会場などで演奏者によって生演奏されている状態で存在するが、音楽における「バージョン」という語彙は、一般的に記録物として発表された（繰り返し再生可能な）状態のものに適用され、生演奏におけるその個々の演奏の「出来栄え」の違い自体を逐一「バージョン違い」と称することはない。
音楽においてバージョン違いが生まれるプロセスには複数あるが、代表的なものとしては以下のとおりである。いずれも記録物として配布された時点で「バージョン」が発生する。
1. すでに特定の演奏家、歌手など（以下まとめて「演者」）が録音して作品として発表した楽曲（以下「既発表作品」）を、その本人以外の演者が自分の演奏・歌唱であらためて録音して発表する（詳細は「カバー」参照）。
例）「ツイスト・アンド・シャウト」（作詞・作曲：バート・ラッセル・バーンズ、フィル・メドレー）は、アトランティック・レコードに所属していたトップ・ノーツによって1961年に発表されたのが最初。その後アイズレー・ブラザーズ、ビートルズなどがカバーして録音・発表した。カバー・バージョンが発表された時点で、最初のトップ・ノーツ・バージョンは「オリジナル・バージョン」と称されるようになり、その他は「アイズレー・ブラザーズ・バージョン」、「ビートルズ・バージョン」などと呼んで区別することになる。
2. 楽曲を作詞・作曲した者（以下まとめて「作者」）が、特定の演者に提供した自分の楽曲を後にあらためて自分自身の演奏・歌唱で録音する（詳細は「セルフカバー」参照）。
例）「世界に一つだけの花」は2003年3月にアイドル・グループSMAPの歌唱したオリジナル・バージョンが発表され、後に作者である槇原敬之がセルフカバーし、2004年8月に自身のアルバム『EXPLORER』に収録して発表した。「SMAPバージョン」、「槇原敬之バージョン」が存在することになる。この場合、（「楽曲」という観点から見れば「槇原敬之のオリジナル作品」であるが）歌唱した成果物としての「オリジナル・バージョン」はあくまでも先に発表されたSMAPの方である。
3. 特定の演者が、自分自身の既発表作品の元となった楽曲をあらためて演奏・歌唱し、録音して発表する（詳細はリメイク[注釈 4]参照）。
アレンジなどに大幅な改変を施して過去の作品との差別化を図る場合と、作品自体にはあまり手を加えず、録音環境の進歩、演者自身の技術の向上のみを訴求ポイントにする場合がある。一部これを「セルフカバー」と称する場合がある。
4. 特定の作者の楽曲を異なる演者がそれぞれに録音し、ほぼ同時期に発表する（競作）。
例）1979年に三浦弘とハニーシックス、敏いとうとハッピー&ブルー、田辺靖雄がそれぞれリリースした「よせばいいのに」（作詞・作曲：三浦弘）がこれに相当する。
5. 既発表作品をコンサートなどで演奏し、その場で録音した音源を発表する。ライブ・バージョン（古くは「実況録音」）などと称する（詳細はライブ・アルバムを参照）。
演者自身が過去にスタジオで録音して発表した楽曲を、後日コンサート会場で生演奏してそれを録音したものを発表した場合、先に発表された元となる音源を「スタジオ・バージョン」などと称する。この場合にも、自分自身の既発表作品をライブで演奏する場合と、他の演者の既発表作品をそのライブで採り上げて演奏したカバーである場合もある。
6. 既発表作品に対し、演者自身の歌や演奏の再録音をすることなく改変作業を施す。
アナログ・レコードの時代には、アルバムに収録された比較的演奏時間の長い楽曲をシングルカットする際に、1コーラス削る、イントロやエンディングを短くする、間奏をなくす等の編集を行い、演奏時間を短くしてリリースするという手法がとられることがあった（シングル・バージョン）。
また、再録音はせずにトラックダウン（ミックス）をやり直すなどした「リミックス」、マスターテープにまで遡って音質向上措置を施す「リマスター」などの作業によってもバージョン違いが生まれる。（詳細は「ミキシング」、「リミックス」、「マスタリング」などを参照）
この他、シングルとアルバムが同時発売もしくは発売日が近接している場合、シングルの価値を低下させない為などの理由から、アルバムにはバージョン違いを収録する場合がある（アルバム・バージョン）。
7. 既発表作品にさらになんらかの演奏を付加する。
例）サザンオールスターズの楽曲「思い過ごしも恋のうち」は元々アルバム『10ナンバーズ・からっと』（1979年4月5日リリース）の収録曲で後にシングルカットされたが、その際、新田一郎アレンジのブラスセクションが新たにサビのバックに被せられた。
8. 既発表作品にアレンジの異なったバージョンを後日改めて発表する。
例）ジャッキー吉川とブルー・コメッツの楽曲「草原の輝き」（1968年6月30日リリース）の場合、オリジナル・バージョンはティンパニーとチェンバロの音のイントロで始まり、全体的にストリングスを強調したオーケストラ調のアレンジを絡めたアレンジとなっていたが、およそ2か月後に発表されたアナザー・ヴァージョン（同年9月1日リリース）はオリジナル・バージョンに対し、シンバルとドラムの音のイントロで始まり、全体的にグループ自身の演奏をより前面に押し出し、更にオーケストラ調のアレンジを極力抑えた形のバージョンとなった。ちなみにこの楽曲はオリジナル・バージョン、アナザー・バージョン共に筒美京平のアレンジによるものである。

### 特定ジャンルでの用法
レゲエのシングルレコードでは、多くの場合B面にはA面曲のオフヴォーカル（いわゆるカラオケ）が収録されている。多くのジャンルでは「インストルメンタル」「バッキング・トラック」などと呼ばれるのに対し、レゲエにおいてはこのカラオケを特に「ヴァージョン」と呼ぶ。

### テイク
録音スタジオで演奏者が録音を行う際、ただ1回の演奏で完全なものが録音できることはごくまれであり、プロデューサーからOKが出るまで何度か同じ楽曲の演奏・録音が繰り返されることになる。
この、完成形ができるまでの間に録音された各音源は「バージョン」とは呼ばず「テイク」と呼ばれ、「テイク1」「テイク2」など「○回目の録音」という意味で呼ばれる。
ただしこの「テイク違い」の音源が、特定作品の再リリースの際に「ボーナス・トラック」のような形で収録されて公式に発表され、作品として流通した場合には「バージョン違い」として扱われる場合もある。

### エディション
特にアルバム単位で、オリジナル作品に一定の付加価値を与えて聞き手（買い手）にとってより魅力的なパッケージを制作して再リリースするような場合、「コレクターズ・エディション」、「リミテッド・エディション」などと称する場合がある（あくまでも販売戦略上レコード会社が任意で決める呼称であり、用法に定義・規則はない）。
これも広義の（楽曲単位ではなく「販売物」としてのアルバム単位での）別バージョンといえる。
この場合の付加価値とは、先に挙げたリミックス、リマスター等楽曲部分に対する音質向上措置、ライナーやブックレットなど添付物のグレードアップ、既発表音源のアウトテイクやライブ・バージョンなどの追加収録（ボーナス・トラック：作品によってはこの追加収録だけでCD1枚分もしくはそれ以上になる場合がある）、アナログ・レコード時代の装丁の復刻など、購買意欲を刺激するための様々なアイデアが盛り込まれる。

## 出版
出版業などでは、発刊した書籍の装幀を替えたり、誤植を修正したり、加筆修正などをしながら重版することがある。
書籍の場合は一般に、増刷の場合は「第○版第○刷」、内容を改訂した場合は「改訂版」「新版」といった表現が用いられ、「バージョン」や「アップデート」という呼称は用いない。